# Stor-Bodtjärnen (Offerdals socken, Jämtland)
Stor-Bodtjärnen är en sjö i Krokoms kommun i Jämtland och ingår i Indalsälvens huvudavrinningsområde. Sjön har en area på 0,504 kvadratkilometer och ligger 375,1 meter över havet.

## Delavrinningsområde
Stor-Bodtjärnen ingår i det delavrinningsområde (705580-141300) som SMHI kallar för Utloppet av Landögssjön. Medelhöjden är 364 meter över havet och ytan är 141,48 kvadratkilometer. Räknas de 162 avrinningsområdena uppströms in blir den ackumulerade arean 1 453,62 kvadratkilometer. Långan (Storån) som avvattnar avrinningsområdet har biflödesordning 2, vilket innebär att vattnet flödar genom totalt 2 vattendrag innan det når havet efter 237 kilometer. Avrinningsområdet består mestadels av skog (56 procent). Avrinningsområdet har 46,5 kvadratkilometer vattenytor vilket ger det en sjöprocent på 32,8 procent.